# Yazgeldi
Yazgeldi (kurd. Xodig oder Xodik) ist ein Dorf im Landkreis Nazımiye der türkischen Provinz Tunceli. Yazgeldi liegt ca. 5,5 km südöstlich von Nazımiye. Der frühere Name des Dorfes lautete Hodik. Dieser Name ist armenischen Ursprungs. Die Umbenennung erfolgte im 20. Jahrhundert, zwischen 1928 und 1955.
Yazgeldi liegt in einer gebirgigen Region auf 1275 m über dem Meeresspiegel.
Im Jahre 2011 lebten in Yazgeldi 42 Menschen. Anfang der 1990er Jahre wohnten hier 192 Menschen. Das Dorf wurde im Zusammenhang mit den bewaffneten Auseinandersetzungen zwischen Staat und PKK teilweise geräumt und niedergebrannt.